# 徹斯特 (康乃狄克州)
徹斯特（英語：Chester）是一個位於美國康乃狄克州米德爾塞克斯縣的城鎮。

## 地理
徹斯特的座標為41°24′08″N 72°28′57″W / 41.40222°N 72.48250°W，而該地的平均海拔高度為110米（即361英尺）。

## 人口
根據2010年美國人口普查的數據，徹斯特的面積為43.50平方千米，當中陸地面積為41.50平方千米，而水域面積為2.00平方千米。當地共有人口3832人，而人口密度為每平方千米88.09人。